# Set Free
Pour plus de détails, voir Fiche technique et Distribution.
Set Free est un film américain réalisé par Tod Browning, sorti en 1918.

## Synopsis
Après avoir découvert que sa grand-mère était une gitane, Roma Wycliffe quitte sa vie de vieille fille avec sa tante Henrietta et se rend à New York pour vivre comme une gitane. Une fois dans la Grosse Pomme, Roma est prise pour une voleuse et arrêtée. La gentille et riche Mme Roberts se porte volontaire pour la prendre sous son aile afin de lui éviter la prison. Son fils, John Roberts, tombe amoureux de Roma mais cette dernière ne lui rend pas ses sentiments, car son mode de vie aisé est loin de la liberté de la vie auquel elle aspire. John engage alors un groupe de voyous de rue pour se faire passer pour son équipe de gitans. Or ils vont trop loin dans leur rôle de voleurs gitans et dévalisent une banque. John les dénonce aux autorités et Roma accepte finalement de se marier avec lui.

## Fiche technique
- Titre : Set Free
- Réalisation : Tod Browning
- Scénario : Tod Browning et Rex Taylor
- Photographie : Alfred Gosden
- Société de production : Universal Pictures
- Pays d'origine : États-Unis
- Format : Noir et blanc - 1,33:1 - Film muet
- Genre : comédie dramatique
- Date de sortie : 1918

## Distribution
- Edith Roberts : Roma Wycliffe
- Harry Hilliard : John Roberts
- Harold Goodwin : Ronald Blair
- Mollie McConnell : Mrs. Roberts